# Ichneumon maxillosus
Ichneumon maxillosus är en stekelart som beskrevs av Cuvier 1833. Ichneumon maxillosus ingår i släktet Ichneumon och familjen brokparasitsteklar. Inga underarter finns listade i Catalogue of Life.